# Sarah Stanton
Sarah Stanton (28 giugno 1978) è una tastierista britannica di genere metal, famosa per essere componente della band My Dying Bride.
Sarah è il componente di più recente ingresso nella band ed è anche la più giovane (ha battuto Hamish Glencross di pochi mesi).

## Equipaggiamento
- Tastiere
  - Korg